# Bandara inflata
Bandara inflata är en insektsart som beskrevs av Knull 1946. Bandara inflata ingår i släktet Bandara och familjen dvärgstritar. Inga underarter finns listade i Catalogue of Life.